# Lijst van gemeentelijke monumenten in Hilvarenbeek
De gemeente Hilvarenbeek heeft 72 gemeentelijke monumenten. Hieronder een overzicht. 

## Biest-Houtakker
De plaats Biest-Houtakker kent 2 gemeentelijke monumenten:
| Object                                                                              | Bouwjaar   | Architect | Locatie          | Coördinaten                  | Nr.        | Afbeelding                                                                          |
| ----------------------------------------------------------------------------------- | ---------- | --------- | ---------------- | ---------------------------- | ---------- | ----------------------------------------------------------------------------------- |
| Karschop                                                                            | XIX        |           | Akkerstraat 3    | 51° 30' 31" NB, 5° 9' 13" OL | 0798/WN001 | Karschop                                                                            |
| Antoniusschool met boven meesterhuis met kenmerken van chaletstijl en art-decostijl | circa 1915 |           | Biestsestraat 36 | 51° 30' 29" NB, 5° 9' 31" OL | 0798/WN002 | Antoniusschool met boven meesterhuis met kenmerken van chaletstijl en art-decostijl |

## Diessen
De plaats Diessen kent 29 gemeentelijke monumenten:
| Object                                          | Bouwjaar        | Architect      | Locatie                | Coördinaten                   | Nr.        | Afbeelding                                      |
| ----------------------------------------------- | --------------- | -------------- | ---------------------- | ----------------------------- | ---------- | ----------------------------------------------- |
| Mariakapel, grot                                | 1945            | Lommel, L. van | Baarschotsestraat ong. | 51° 27' 27" NB, 5° 11' 21" OL | 0798/WN003 | Mariakapel, grot                                |
| Mariakapel Troosteres der bedrukten             | 1945            |                | Beekseweg ong.         | 51° 28' 41" NB, 5° 10' 13" OL | 0798/WN004 | Upload foto                                     |
| Grondmolen De Heibloem                          | 1827            |                | De Heibloem 1          | 51° 27' 54" NB, 5° 10' 24" OL | 0798/WN005 | Grondmolen De Heibloem                          |
| Langgevelboerderij met Neorenaissance elementen | circa 1915      |                | Echternachstraat 6     | 51° 28' 47" NB, 5° 10' 39" OL | 0798/WN006 | Langgevelboerderij met Neorenaissance elementen |
| OLV van Brabant-kapel                           | 1950            | Vervest, F.    | Echternachstraat ong.  | 51° 28' 24" NB, 5° 10' 35" OL | 0798/WN007 | OLV van Brabant-kapel                           |
| Woonhuis                                        | circa 1925      |                | Heuvelstraat 19        | 51° 28' 32" NB, 5° 10' 27" OL | 0798/WN008 | Woonhuis                                        |
| Woonhuizen in Wederopbouw-stijl                 | circa 1945-1950 |                | Heuvelstraat 20-28     | 51° 28' 33" NB, 5° 10' 26" OL | 0798/WN009 | Woonhuizen in Wederopbouw-stijl                 |
| Woonhuis                                        | circa 1925-1930 |                | Heuvelstraat 37        | 51° 28' 28" NB, 5° 10' 22" OL | 0798/WN010 | Woonhuis                                        |
| Langgevelboerderij                              | circa 1915      |                | Hoekje 2               | 51° 28' 59" NB, 5° 10' 40" OL | 0798/WN011 | Langgevelboerderij                              |
| Villa in Traditionalisme-stijl                  | circa 1930-1935 |                | Julianastraat 5        | 51° 28' 44" NB, 5° 10' 27" OL | 0798/WN012 | Villa in Traditionalisme-stijl                  |
| Villa met Amsterdamse School stijlelementen     | circa 1930      |                | Julianastraat 12       | 51° 28' 42" NB, 5° 10' 29" OL | 0798/WN013 | Villa met Amsterdamse School stijlelementen     |
| Woonhuis in art-decostijl                       | 1932            |                | Julianastraat 19       | 51° 28' 44" NB, 5° 10' 32" OL | 0798/WN014 | Woonhuis in art-decostijl                       |
| Woonhuis                                        | circa 1930-1935 |                | Julianastraat 23       | 51° 28' 44" NB, 5° 10' 33" OL | 0798/WN015 | Woonhuis                                        |
| Villa met Amsterdamse School-stijlelementen     | 1933            |                | Julianastraat 35       | 51° 28' 44" NB, 5° 10' 41" OL | 0798/WN016 | Villa met Amsterdamse School-stijlelementen     |
| Langgevelboerderij                              | 1892            |                | Kerkstraat 7           | 51° 28' 33" NB, 5° 10' 32" OL | 0798/WN017 | Langgevelboerderij                              |
| Winkel;Woonhuis                                 | circa 1920      |                | Kerkstraat 10a-12      | 51° 28' 33" NB, 5° 10' 31" OL | 0798/WN018 | Winkel;Woonhuis                                 |
| Langgevelboerderij                              | 1913            |                | Laarstraat 18          | 51° 28' 53" NB, 5° 10' 44" OL | 0798/WN019 | Langgevelboerderij                              |
| Langgevelboerderij                              | circa 1910-1915 |                | Laarstraat 20          | 51° 28' 55" NB, 5° 10' 43" OL | 0798/WN020 | Langgevelboerderij                              |
| Langgevelboerderij                              | XVIIIB          |                | Lage Haghorst 1        | 51° 28' 60" NB, 5° 11' 40" OL | 0798/WN021 | Upload foto                                     |
| Variant langgevelboerderij                      | XIX c-d         |                | Lombartsstraat 6       | 51° 28' 21" NB, 5° 10' 29" OL | 0798/WN022 | Variant langgevelboerderij                      |
| Heilig Hartbeeld                                | 1926            | Jan Custers    | Molenstraat ong.       | 51° 28' 21" NB, 5° 10' 42" OL | 0798/WN023 | Heilig Hartbeeld                                |
| Woonhuizen in Delftse School-stijl              | circa 1930-1935 |                | Rentmeestersdijk 4-6   | 51° 29' 19" NB, 5° 9' 22" OL  | 0798/WN024 | Upload foto                                     |
| Langgevelboerderij                              | circa 1900      |                | Tongerloseweg 13       | 51° 27' 40" NB, 5° 10' 52" OL | 0798/WN025 | Langgevelboerderij                              |
| Langgevelboerderij                              | circa 1925      |                | Waterstraat 9          | 51° 28' 35" NB, 5° 9' 47" OL  | 0798/WN026 | Langgevelboerderij                              |
| Langgevelboerderij                              | circa 1925      |                | Waterstraat 16         | 51° 28' 25" NB, 5° 9' 43" OL  | 0798/WN027 | Langgevelboerderij                              |
| Winkel met Amsterdamse School stijlelementen    | 1904            |                | Willibrordusstraat 2   | 51° 28' 43" NB, 5° 10' 38" OL | 0798/WN028 | Winkel met Amsterdamse School stijlelementen    |
| Woonhuis                                        | XIX d           |                | Willibrordusstraat 13  | 51° 28' 39" NB, 5° 10' 36" OL | 0798/WN029 | Woonhuis                                        |
| Twee-onder-een-kap woning                       | circa 1910      |                | Willibrordusstraat 26  | 51° 28' 36" NB, 5° 10' 30" OL | 0798/WN030 | Twee-onder-een-kap woning                       |
| Twee-onder-een-kap woning                       | circa 1910      |                | Willibrordusstraat 28  | 51° 28' 36" NB, 5° 10' 30" OL | 0798/WN031 | Twee-onder-een-kap woning                       |

## Esbeek
De plaats Esbeek kent 3 gemeentelijke monumenten:
| Object                              | Bouwjaar | Architect | Locatie         | Coördinaten                  | Nr.        | Afbeelding  |
| ----------------------------------- | -------- | --------- | --------------- | ---------------------------- | ---------- | ----------- |
| Zomerhuis Annex atelier De Schuttel |          |           | Oranjebond ong. | 51° 27' 56" NB, 5° 7' 32" OL | 0798/WN032 | Upload foto |
| Woonhuis;Bedrijfsruimte             | XXa      |           | Torenlaan 3     | 51° 26' 42" NB, 5° 8' 15" OL | 0798/WN033 | Upload foto |
| Woonhuis;Houtvesterij               | XXa      |           | Torenlaan 3a-3b | 51° 26' 43" NB, 5° 8' 14" OL | 0798/WN034 | Upload foto |

## Gorp en Roovert
De plaats Gorp en Roovert kent 1 gemeentelijk monument:
| Object               | Bouwjaar | Architect | Locatie                  | Coördinaten                  | Nr.        | Afbeelding        |
| -------------------- | -------- | --------- | ------------------------ | ---------------------------- | ---------- | ----------------- |
| Fusilladeplaats WOII |          |           | landgoed Gorp en Roovert | 51° 28' 30" NB, 5° 3' 59" OL | 0798/WN035 | Meer afbeeldingen |

## Haghorst
De plaats Haghorst kent 4 gemeentelijke monumenten:
| Object                                  | Bouwjaar        | Architect   | Locatie           | Coördinaten                   | Nr.        | Afbeelding         |
| --------------------------------------- | --------------- | ----------- | ----------------- | ----------------------------- | ---------- | ------------------ |
| Langgevelboerderij                      | circa 1880      |             | Lage Haghorst 14  | 51° 29' 5" NB, 5° 11' 43" OL  | 0798/WN036 | Upload foto        |
| Boerderij                               | 1928            |             | Ontginningsweg 36 | 51° 29' 40" NB, 5° 13' 3" OL  | 0798/WN037 | Boerderij          |
| Langgevelboerderij                      | circa 1925-1930 |             | Ontginningsweg 40 | 51° 29' 34" NB, 5° 13' 24" OL | 0798/WN038 | Langgevelboerderij |
| R.K. St. Jozefkerk in Wederopbouw-stijl | 1946            | Pontzen, H. | Witvenstraat 1    | 51° 29' 48" NB, 5° 12' 23" OL | 0798/WN039 | Meer afbeeldingen  |

## Hilvarenbeek
De plaats Hilvarenbeek kent 33 gemeentelijke monumenten:
| Object                                                          | Bouwjaar   | Architect | Locatie                       | Coördinaten                  | Nr.        | Afbeelding                                                      |
| --------------------------------------------------------------- | ---------- | --------- | ----------------------------- | ---------------------------- | ---------- | --------------------------------------------------------------- |
| Langgevelboerderij                                              | XIX d      |           | Bosscheweg 1                  | 51° 30' 18" NB, 5° 8' 20" OL | 0798/WN040 | Langgevelboerderij                                              |
| Woonhuis                                                        | circa 1925 |           | Diessenseweg 16               | 51° 29' 3" NB, 5° 8' 21" OL  | 0798/WN041 | Woonhuis                                                        |
| Woonhuis Huize Kroonlust                                        | 1912       |           | Diessenseweg 24               | 51° 29' 4" NB, 5° 8' 24" OL  | 0798/WN042 | Woonhuis Huize Kroonlust                                        |
| Woonhuis met Jugendstil kenmerken                               | circa 1908 |           | Diessenseweg 27               | 51° 29' 4" NB, 5° 8' 21" OL  | 0798/WN043 | Woonhuis met Jugendstil kenmerken                               |
| RK Kerkhof                                                      | XIXb       |           | Doelenstraat ong.             | 51° 29' 21" NB, 5° 8' 13" OL | 0798/WN044 | RK Kerkhof                                                      |
| Jagershuis Gorp en Rovert                                       | circa 1890 |           | Gorp 4                        | 51° 29' 1" NB, 5° 4' 59" OL  | 0798/WN045 | Upload foto                                                     |
| Boerderij Groote Hoef                                           | XVIIIA     |           | Gorp 7                        | 51° 29' 12" NB, 5° 4' 54" OL | 0798/WN046 | Upload foto                                                     |
| Langgevelboerderij                                              | XIX        |           | Groot Loo 6                   | 51° 29' 20" NB, 5° 7' 18" OL | 0798/WN047 | Langgevelboerderij                                              |
| Langgevelboerderij                                              | 1889       |           | Groot Loo 8                   | 51° 29' 20" NB, 5° 7' 17" OL | 0798/WN048 | Langgevelboerderij                                              |
| Langgevelboerderij (door brand verwoest op 29 maart 2020)       | 1889       |           | Groot Loo 9                   | 51° 29' 16" NB, 5° 7' 9" OL  | 0798/WN049 | Upload foto                                                     |
| Langgevelboerderij                                              | 1609       |           | Groot Loo 22                  | 51° 29' 14" NB, 5° 6' 37" OL | 0798/WN050 | Upload foto                                                     |
| Langgevelboerderij                                              | XIX        |           | Hakvoortseweg 3               | 51° 29' 33" NB, 5° 9' 4" OL  | 0798/WN051 | Langgevelboerderij                                              |
| Textielfabriek Subliem                                          | circa 1910 |           | Holstraat 1                   | 51° 29' 12" NB, 5° 8' 13" OL | 0798/WN052 | Textielfabriek Subliem                                          |
| Schorsmolen                                                     | circa 1877 |           | Kapittelstraat 3              | 51° 29' 9" NB, 5° 8' 14" OL  | 0798/WN053 | Schorsmolen                                                     |
| St. Jozefkapel                                                  |            |           | Klein Westerwijksestraat ong. | 51° 30' 38" NB, 5° 8' 1" OL  | 0798/WN054 | St. Jozefkapel                                                  |
| Koetshuis                                                       | XIX        |           | Koestraat 1                   | 51° 29' 4" NB, 5° 8' 9" OL   | 0798/WN055 | Koetshuis                                                       |
| Woonhuizen                                                      | XIa        |           | Koestraat 13-19               | 51° 29' 3" NB, 5° 8' 7" OL   | 0798/WN056 | Woonhuizen                                                      |
| R.K. Pastorie;Koetshuis                                         | 1834       |           | Koestraat 21-23               | 51° 29' 2" NB, 5° 8' 6" OL   | 0798/WN057 | R.K. Pastorie;Koetshuis                                         |
| Molenromp Molen van Rijswijk                                    | 1861       |           | Molenstraat 15                | 51° 28' 49" NB, 5° 8' 26" OL | 0798/WN058 | Molenromp Molen van Rijswijk                                    |
| Voormalige school                                               | circa 1890 |           | Paardenstraat 6               | 51° 29' 10" NB, 5° 8' 14" OL | 0798/WN059 | Voormalige school                                               |
| Dorpswoonhuis met schuur                                        | XIXb       |           | Paardenstraat 41              | 51° 29' 13" NB, 5° 8' 22" OL | 0798/WN060 | Dorpswoonhuis met schuur                                        |
| Langgevelboerderij                                              | XIXB       |           | Tilburgseweg 17               | 51° 29' 40" NB, 5° 8' 2" OL  | 0798/WN061 | Langgevelboerderij                                              |
| Langgevelboerderij                                              | XVIII-XIX  |           | Tilburgseweg 37               | 51° 30' 5" NB, 5° 7' 46" OL  | 0798/WN062 | Langgevelboerderij                                              |
| Mariakapel                                                      | 1938       | Tooten    | Tilburgseweg ong.             | 51° 30' 47" NB, 5° 7' 27" OL | 0798/WN063 | Mariakapel                                                      |
| Arbeiderswoningen                                               |            |           | Varkensmarkt 53 t/m 61        | 51° 29' 10" NB, 5° 8' 20" OL | 0798/WN064 | Arbeiderswoningen                                               |
| Dorpswoonhuis                                                   | 1906       |           | Voortsepad 11                 | 51° 29' 14" NB, 5° 8' 9" OL  | 0798/WN065 | Dorpswoonhuis                                                   |
| Woonhuis                                                        | XIX d      |           | Voortsepad 19                 | 51° 29' 15" NB, 5° 8' 9" OL  | 0798/WN066 | Woonhuis                                                        |
| Woonhuis                                                        | circa 1904 |           | Vrijthof 6                    | 51° 29' 4" NB, 5° 8' 8" OL   | 0798/WN067 | Woonhuis                                                        |
| Woonhuis met overdekte poort                                    | circa 1895 |           | Vrijthof 16                   | 51° 29' 8" NB, 5° 8' 6" OL   | 0798/WN068 | Woonhuis met overdekte poort                                    |
| Herberg De Zwaan                                                | XIX        |           | Vrijthof 17                   | 51° 29' 8" NB, 5° 8' 6" OL   | 0798/WN069 | Herberg De Zwaan                                                |
| Herberg                                                         | XIX        |           | Vrijthof 18                   | 51° 29' 8" NB, 5° 8' 6" OL   | 0798/WN070 | Herberg                                                         |
| Woonhuis De Egelantier met jugendstil-elementen in de voorgevel | XXa        |           | Vrijthof 26                   | 51° 29' 9" NB, 5° 8' 10" OL  | 0798/WN071 | Woonhuis De Egelantier met jugendstil-elementen in de voorgevel |
| Serie grenspalen en stenen                                      |            |           | Nederlands-Belgische grens    |                              | 0798/WN072 | Upload foto                                                     |

's-Hertogenbosch ·
Alphen-Chaam ·
Altena ·
Asten ·
Baarle-Nassau ·
Bergeijk ·
Bergen op Zoom ·
Bernheze ·
Best ·
Bladel ·
Boekel ·
Boxtel ·
Cranendonck ·
Deurne ·
Dongen ·
Drimmelen ·
Eersel ·
Eindhoven ·
Etten-Leur ·
Lijst van gemeentelijke monumenten in Geertruidenberg ·
Geldrop-Mierlo ·
Gemert-Bakel ·
Gilze en Rijen ·
Goirle ·
Halderberge ·
Heeze-Leende ·
Helmond ·
Heusden ·
Hilvarenbeek ·
Laarbeek ·
Land van Cuijk ·
Maashorst ·
Meierijstad ·
Moerdijk ·
Nuenen, Gerwen en Nederwetten ·
Oirschot ·
Oisterwijk ·
Oosterhout ·
Oss ·
Reusel-De Mierden ·
Roosendaal ·
Someren ·
Son en Breugel ·
Lijst van gemeentelijke monumenten in Steenbergen ·
Tilburg ·
Valkenswaard ·
Vught ·
Waalre ·
Waalwijk ·
Woensdrecht ·
Zundert